# Израэль, Уилфрид
Уилфрид Бертольд Якоб Израэль (англ. Wilfrid Berthold Jacob Israel) (11 июля 1899 — 1 июня 1943) — англо-немецкий предприниматель, благотворитель.

## Биография
Родился в богатой англо-немецкой еврейской семье. Избегал государственных должностей и публичности, Мартин Бубер описал его как «человека великого морального роста, посвящённого служению другим». Участвовал в спасении евреев из нацистской Германии, оказал значительную помощь в операции «Киндертранспорт».
Универмаг в Берлине, принадлежащий семье Уилфрида, одним из крупнейших и старейших магазинов Германии до Второй мировой войны. С самого начала нацистского периода Уилфрид Исраэль использовал этот бизнес в качестве базы для организации освобождения заключенных из немецких концентрационных лагерей. Вместе с Хьюбертом Поллаком, который работал под руководством Уилфрида и офицером британской разведки Фрэнком Фоли, работавшим в посольстве Великобритании, они создали систему спасения евреев из концентрационных лагерей. У Поллака были связи в гестапо; у Уилфрида были деньги и прямые связи со спонсорами за границей, Фоли занимался выдачей виз.
Уилфрид Израэль погиб, когда его гражданский пассажирский самолёт, летевший по маршруту из Лиссабона до Бристоля, был сбит Люфтваффе над Бискайским заливом.
Альберт Эйнштейн написал письмо его матери: 
Никогда в своей жизни я не встречался с таким благородным, сильным и бескорыстным существом, каким был он - по правде говоря, живым произведением искусства.